# Économie de l'Irlande
L'économie de l'Irlande est axée sur des services de haute technologie, les sciences de la vie, les services financiers et l'agroalimentaire. L'Irlande est a une économie libérale (sixième sur l'indice de liberté économique).
L'Irlande, en raison de sa fiscalité jugée trop favorable aux grands groupes, notamment les GAFAM, a été régulièrement accusée de dumping fiscal. Ainsi, en 2014, environ 160 000 personnes, soit près de 10 % des actifs du pays, étaient salariés du millier d'entreprises étrangères qui ont installé une ou plusieurs filiales en Irlande pour bénéficier notamment de sa fiscalité.

## Histoire
Pendant des siècles, l’Irlande a été marquée par l'émigration, une forte pauvreté et des famines fréquentes du fait d'un système agricole et de structures foncières archaïques. À partir de l'indépendance (1922) est menée une véritable politique d'industrialisation, mais l'Irlande reste un pays pauvre pour l'Europe occidentale. En 1985, le pays était classé avant-dernier au sein de la Communauté économique européenne en termes de richesse. L'Irlande a également bénéficié de la politique européenne des fonds structurels, au même titre que les autres pays membres de l’Union européenne.
Entre 1995 et 2000, la croissance a été en moyenne de 10 % par an. Le pays est en 2007 le deuxième plus riche de l'Union européenne, derrière le Luxembourg. Le taux de chômage est passé de 16,8 % en 1985 à 4,4 % en 2006. On assiste même alors à une pénurie de main-d'œuvre, comblée par un recours à l'immigration, principalement asiatique et européenne.[réf. nécessaire]
Avec l'éclatement de la bulle immobilière, le déficit budgétaire a dépassé les 30 % en 2010.

## Situation contemporaine
L'Irlande est membre de l'Union européenne et fait partie de la zone euro. C'est un pays pratiquant la concurrence fiscale, le taux de prélèvements obligatoires y est un des plus faibles de l'UE. Le salaire minimum est un des plus élevés de l'Union européenne avec 12,70 € de l'heure. L'Irlande a beaucoup bénéficié des investissements étrangers, notamment américains et de nombreuses sociétés d'informatique y ont délocalisé une partie de leurs activités. L'économie financière (en particulier celle des fonds communs de placement) s'y est très développée, elle est depuis quelques années l'une des principales locomotives de la croissance irlandaise. On estime à 60 000 le nombre d'emplois créés directement et indirectement par cette économie en Irlande. Ces emplois sont principalement localisés dans le quartier des affaires de Dublin, l'IFSC (International Financial Services Centre), qui se situe à l'ancien emplacement des docks à l'Est de la ville.
En 2002, l'industrie n'employait que 29 % de la population active mais contribuait à hauteur de 46 % au PIB national.
Les services constituent le secteur le plus dynamique, ils emploient 64 % de la population active et forment 49 % du PIB. La recherche publique est menée principalement dans le cadre du Département de l'Éducation (en) et de Science Foundation Ireland (SFI), qui dépend du Département de l'Entreprise, du Commerce et de l'Innovation (en).
Entre 2008 et 2014, des coupes budgétaires de 30 milliards d’euros — soit près de 20 % du produit intérieur brut (PIB) — ont été décidées. Le taux de privation matérielle (qui désigne l’incapacité de se procurer certains biens et services considérés comme souhaitables ou nécessaires pour avoir un niveau de vie acceptable) est passé de 13,7 % (2008) à 30,5 % (2013).
Les loyers ont augmenté de 65 % depuis 2011 en conséquence de la pénurie de logements dans les centres-villes. La capitale, Dublin, est la capitale européenne la plus chère pour le montant des loyers.
Le budget de rénovation et de construction de logements sociaux est passé de 1 ,4 milliard d’euros en 2008 à 167 millions en 2014. En conséquence, les constructions de logements sociaux ont chuté, passant de 5 300 appartements en 2009 à 1000 en 2012 et à 476 en 2015. Le nombre de familles inscrites sur les listes d’attente pour en obtenir un a doublé entre 2005 et 2017. Plutôt que de construire de nouveaux logements, le gouvernement a choisi d'accorder des aides aux locataires du privé, ce qui a eu pour résultat d'aggraver la crise en dopant la demande sans chercher à stimuler l’offre. Entre 2015 et 2018, le nombre de sans-abris a presque doublé chez les adultes (+ 95 %) et plus que triplé chez les enfants (+ 228 %).
Entre 2000 et 2017, l’emploi industriel en Irlande a chuté de 22,1 %.

## Récession, chômage, endettement
L'économie irlandaise qui se reposait en grande partie sur l'économie financière a subi de plein fouet les effets de la crise de 2008. Le P.I.B a chuté de 3,0 % en 2008 et de 7,0 % en 2009. La croissance a peiné à redécoller pendant plusieurs années. En 2015, le taux de croissance atteint 26,3 %, une performance très rare pour une économie développée qui s'explique de trois façons selon le journaliste Romaric Godin : « le rapatriement d'actifs financiers des multinationales sous la législation irlandaise, le mouvement vers l'Irlande des transferts de brevets qui fait, là aussi, grimper la valeur des actifs dans l'économie et qui est comptabilisé comme des investissements et enfin l'effet de l'activité de location-vente (« leasing ») d'avions qui est désormais intégrée dans les comptes nationaux ». Le chiffre de croissance (PIB) pour 2017 risque cependant de dépasser les 4,3%. Le taux de chômage est passé de 4,6 % fin 2007 à 9,20 % au mois de janvier 2009 et 13 % en mars 2010, pour retomber à 8,9 % en octobre 2015.
La forte dépendance aux bénéfices réalisés par les multinationales (en grande majorité américaine) implantées en Irlande, et la récession rapide américaine, ont eu un effet démultiplicateur sur l'économie irlandaise. La chute des bénéfices de ces entreprises combinées à l'effondrement du marché immobilier a plongé le pays dans une crise durable.
La note de dette à long terme de l'Irlande est évaluée à A+ par Fitch Ratings.
En 2013, l'Irlande quitte la tutelle mise en place en 2010 par le FMI et l'UE à la suite de la bulle immobilière de 2007. Le chômage a diminué de 3,2 % en un an mais reste à 12,8 %. La dette a continué néanmoins d'augmenter, passant de 91,2 % du PIB en 2010 à 124,8 % (204,696 milliards d’euros) fin 2013, avec un dernier trimestre de cette même année en récession de 2,3 %. Après 2014, la tendance s'inverse, pour donner un endettement de 72,8% de PIB en 2016 d'après Eurostat.
Proportionnellement au nombre d'habitants, l'Irlande est en 2016 le deuxième pays le plus endetté au monde après le Japon,.

## Fiscalité
L’Irlande a un faible taux d’impôt sur les sociétés, l’un des plus bas d’Europe, à 12,5 % des bénéfices. De nombreuses niches fiscales permettent aux entreprises de payer bien moins que le taux officiel de 12,5 %. Cette stratégie de concurrence fiscale au sein de l'Union européenne a été protégée au sein de la Commission européenne Baroso par le représentant irlandais Charlie McCreevy, qui s'est opposé à la création d'une base fiscale européenne (à la manière du système américain permettant d'éviter la concurrence entre États des États-Unis).
Les entreprises multinationales présentes en Irlande emploient plus de 170 000 personnes, quasiment 10 % de la population active. D’après la Commission européenne, Apple a bénéficié illégalement en Irlande d’un taux d’imposition sur ses bénéfices européens de 1 % en 2003, qui a ensuite diminué à 0,005 % en 2014.
À partir du 1er janvier 2015, l'Irlande met fin au « double irlandais », mécanisme permettant à une multinationale de faire transiter par une filiale irlandaise des revenus non taxés qui sont immédiatement reversés à une autre filiale généralement installée dans un paradis fiscal tel que les Bermudes. Ceci est, en partie, une réponse aux accusations de dumping fiscal,,.
D'autres critiques visent plus particulièrement l'IDA (en), agence chargée de développer l'investissement direct depuis l'étranger. Celle-ci offrirait aux investisseurs immobiliers non irlandais un traitement fiscal plus intéressant qu'aux investisseurs irlandais. Elle aurait également payé des contributeurs de la version anglophone de Wikipédia afin que ceux-ci gomment toute critique négative concernant son régime fiscal de l'encyclopédie en ligne. Devant l'opposition d'un contributeur à cette opération contraire aux principes du projet, l'agence lança contre lui une campagne médiatique, impliquant responsables politiques et avocats fiscalistes, afin de discréditer son contradicteur, mais n'obtint pas le résultat escompté.
En 2021, Paschal Donohoe, le ministre des Finances irlandais, exprime des « réserves » quant à l’idée d’un taux minimal international d’imposition des sociétés défendu notamment par les États-Unis. Il rejette la notion que l’Irlande a contribué à une « course vers le bas » internationale en matière de fiscalité,.
En 2022, bien que le taux d’imposition des profits des entreprises soit plafonné à 12,5 %, les entreprises internationales paient un taux effectif de 2 % à 4 % grâce à des traités bilatéraux. Une situation dont profitent Twitter, Apple, Facebook et d’autres membres des GAFAM. Les entreprises étrangères comptent ainsi en 2021 pour 53 % des impôts payés par l’ensemble des entreprises basées en Irlande.